# 通加魯航空
通加魯航空（Air Tungaru）是基里巴斯首家航空公司，是現今基里巴斯航空的前身，亦是國家航空公司，基地設在邦里基國際機場，提供國內航班服務，通往全國16個機場。通加魯航空使用波音727經營國際航線，塔拉瓦至火奴魯魯，途經坎敦島或聖誕島；而往吐瓦魯首都富納富提的國際航線則使用德哈維蘭蒼鷺客機。